# Richard Lynn
Richard Lynn (Bristol, 20 de febrero de 1930-julio de 2023) fue un psicólogo y escritor británico. Fue profesor de psicología en la Universidad del Ulster (la universidad le retiró el título en 2018) y editor asistente del journal Mankind Quarterly, una revista calificada como supremacista blanca y proveedora de racismo científico. Lynn se dedicó al estudio de la inteligencia y fue conocido por su creencia en las diferencias raciales en el coeficiente intelectual.
Egresado de un doctorado (Ph.D.) en la Universidad de Cambridge, fue académico en la Universidad de Exeter, el Economic and Social Research Institute y la Universidad de Ulster en Coleraine. Muchos colegas de Lynn han descrito su trabajo de ser poco riguroso, malinterpretar datos y promover una agenda racista. Algunos académicos le acusaron de pertenecer a una comunidad de intelectuales y organizaciones apologistas del racismo científico. A finales de los años 70, Lynn escribió que los asiáticos del noreste tenían un cociente intelectual superior al de los Europeos, y que el de los Europeos era superior al de los subsaharianos. En 1990, propuso que el efecto Flynn -el aumento gradual de las puntuaciones de CI observado en todo el mundo desde la década de 1930- podría explicarse por la mejora de la nutrición. En dos libros escritos conjuntamente con Tatu Vanhanen, Lynn y Vanhanen argumentaron que las diferencias en los índices de desarrollo entre varias naciones están parcialmente causadas por el CI medio de sus ciudadanos. Earl Hunt y Werner Wittmann (2008) cuestionaron la validez de sus métodos de investigación y la calidad altamente inconsistente de los datos disponibles que Lynn y Vanhanen utilizaron en su análisis. Lynn también ha argumentado que la elevada tasa de fertilidad entre los individuos de bajo coeficiente intelectual constituye una gran amenaza para la civilización occidental, ya que cree que las personas con bajas puntuaciones de coeficiente intelectual acabarán superando en número a los individuos de alto coeficiente intelectual. Ha defendido la adopción de medidas políticas para evitarlo, como políticas antiinmigración y eugenésicas, lo que ha provocado fuertes críticas a nivel internacional. El trabajo de Lynn fue una de las principales fuentes citadas en el libro The Bell Curve, y fue uno de los 52 científicos que firmaron un artículo de opinión en el Wall Street Journal titulado "Mainstream Science on Intelligence", que respaldaba varias de las opiniones presentadas en el libro.
Lynn forma parte del consejo editorial de la revista Mankind Quarterly, descrita por sus críticos como "piedra angular del establishment del racismo científico". También forma parte del consejo de la Pioneer Fund, que financia Mankind Quarterly y que también ha sido identificado como una organización racista. Dos de sus libros recientes tratan sobre la disgenia y la eugenesia. Formó parte del consejo editorial de la revista Personality and Individual Differences hasta 2019.

## Investigaciones

### Raza e inteligencia
A fines de la década de 1970, Lynn encontró que el coeficiente intelectual promedio de los japoneses era de 106.6, y que el de los chinos que vivían en Singapur era de 110.
Los estudios psicométricos de Lynn fueron citados en el libro de 1994 The Bell Curve y fueron criticados como parte de la controversia en torno a ese libro. En su artículo, "Skin color and intelligence in African Americans", publicado en 2002 en Population and Environment, Lynn concluyó que la claridad del color de piel en los afroamericanos se correlaciona positivamente con el coeficiente intelectual, que según él deriva de la mayor proporción de mezcla caucásica. Sin embargo, Lynn no pudo controlar los factores ambientales de la infancia que están relacionados con la inteligencia, y su investigación fue criticada por un artículo posterior publicado en la revista por Mark E. Hill. El artículo concluyó que "... la asociación bivariada [de Lynn] desaparece una vez que se consideran los factores ambientales de la infancia". En su respuesta a Hill, Lynn escribió que:

La conclusión de que existe una verdadera asociación entre el color de piel y el coeficiente intelectual es coherente con la hipótesis de que los factores genéticos son en parte responsables de la diferencia de blanco y negro en la inteligencia ... la evidencia de que una correlación estadísticamente significativa está presente, confirma la hipótesis genética ".
Lynn, 2002

Esta declaración fue descrita por Marcus Feldman como "sin sentido".
Resumiendo la investigación de Lynn en esta área, junto con la de Tatu Vanhanen, Earl Hunt escribe que es "muy crítico con su trabajo empírico, y aún más con sus interpretaciones", pero que "merecen crédito por plantear preguntas importantes de una manera que ha resultado en hallazgos interesantes e importantes".
Lynn propuso la "teoría de los inviernos fríos" de la evolución de la inteligencia humana, que postula que la inteligencia evolucionó en mayor medida como una adaptación evolutiva a entornos más fríos. Según esta teoría, los ambientes fríos producen una presión selectiva para una mayor inteligencia porque presentan demandas cognitivas que no se encuentran en ambientes más cálidos, como la necesidad de encontrar formas de mantenerse caliente y el almacenamiento de alimentos para el invierno. James Flynn ha criticado esta teoría por ser inconsistente con la distribución global de los puntajes de IQ. Si la teoría fuera correcta, el pueblo de Singapur, que se originó principalmente en la provincia sureña china de Guangdong, tendría un coeficiente intelectual promedio más bajo que el pueblo de China continental, cuando en realidad lo contrario es cierto. El psicólogo Scott A. McGreal, escribiendo para Psychology Today, lo describió como un cuento de hadas, diciendo que la teoría no tiene en cuenta los desafíos específicos de los entornos más cálidos, y tampoco explica por qué los homínidos que evolucionaron durante millones de años en entornos más fríos. (como los neandertales y el Homo erectus) tampoco evolucionaron con una inteligencia similar.

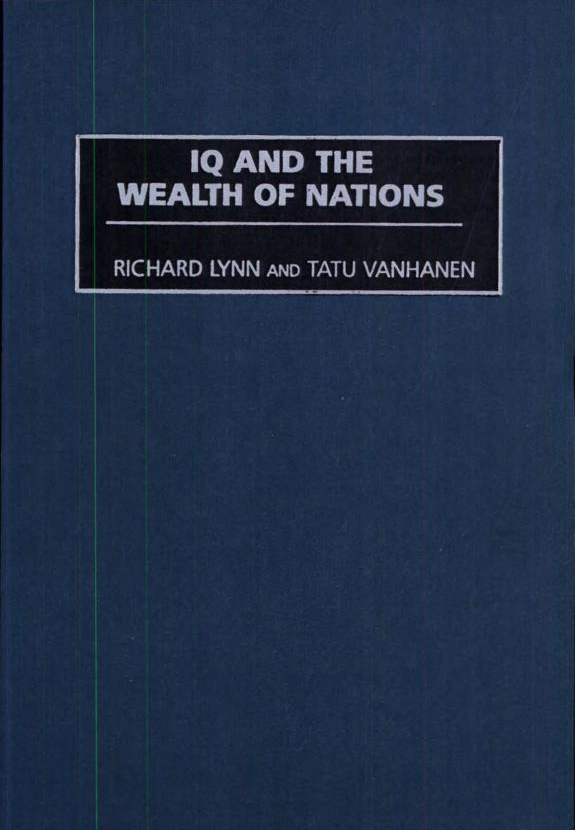
CI y la riqueza de las naciones, libro más citado y polémico de Lynn. Publicado en 2002 junto al Dr. Tatu Vanhanen, catedrático emérito de ciencias políticas en la Universidad de Tampere

En IQ and the Wealth of Nations (Cociente intelectual y la riqueza de las naciones), publicado el 2002, Lynn y Vanhanen argumentaron que las diferencias en el producto interno bruto (PIB) per cápita de las naciones son causadas en parte por las diferencias de IQ, lo que significa que ciertas naciones son más ricas en parte, porque sus ciudadanos son más inteligentes. K. Richardson escribió en la revista Heredity que "una asociación entre el coeficiente intelectual y la riqueza nacional no es sorprendente, aunque su dirección causal es la opuesta a la asumida por L&V. Pero no tomaría la 'evidencia' presentada en este libro para servir argumentos de cualquier manera ". Otros economistas que revisaron el libro también señalaron numerosas fallas a lo largo del estudio, desde estadísticas de coeficiente intelectual poco confiables para 81 de los 185 países utilizados en el análisis, hasta estimaciones inseguras del coeficiente intelectual nacional en el resto 101 países de la muestra que no tenían datos de CI publicados. Esto se sumó a las estimaciones del PIB altamente poco confiables para los países en desarrollo actuales y los datos históricos aún más poco confiables que estiman el PIB y el coeficiente intelectual nacional que se remontan a principios del siglo XIX, mucho antes de que existiera cualquier concepto. Incluso los datos sobre los 81 países donde la evidencia directa de los puntajes del coeficiente intelectual estaba realmente disponible eran muy problemáticos. Por ejemplo, los conjuntos de datos que contienen puntajes de coeficiente intelectual de Suriname, Etiopía y México se basaron en muestras no representativas de niños que habían emigrado de su país de nacimiento a los Países Bajos, Israel y Argentina, respectivamente. En una reseña de un libro para el Journal of Economic Literature, el economista Thomas Nechyba escribió: "Tales conclusiones radicales basadas en evidencia estadística relativamente débil y presunciones dudosas parecen equivocadas en el mejor de los casos y bastante peligrosas si se toman en serio. Por lo tanto, es difícil encontrar mucho para recomendar en este libro".
En un artículo de 2010 sobre el cociente intelectual en Italia, Lynn sostiene que los coeficientes intelectuales son más altos en el norte (103 en Friuli-Venezia Giulia) y más bajos en el sur (89 en Sicilia) y están correlacionados con los ingresos promedio, la estatura y la mortalidad infantil. , alfabetización y educación. La falta de datos reales de la prueba de coeficiente intelectual entre otras cuestiones metodológicas y las consecuentes conclusiones de Lynn fueron criticadas. Otras grandes encuestas en Italia han encontrado diferencias mucho menores en el rendimiento educativo. Además, varios estudios posteriores basados en la evaluación directa de los coeficientes intelectuales no informaron diferencias significativas entre las regiones italianas. Por el contrario, los resultados de la mitad sur del país (103) a veces son más altos que los de las regiones del Norte Central (100-101).

### Diferencias de sexo en la inteligencia
Las investigaciones de Lynn que correlacionan el tamaño del cerebro y el tiempo de reacción con la inteligencia medida le llevaron al problema de que los hombres y las mujeres tienen cerebros de diferente tamaño en proporción a sus cuerpos. En 2004, Lynn e Irwing llevaron a cabo un metaanálisis e informaron de que a partir de los 15 años aparece una diferencia de CI de aproximadamente 5 puntos en las matrices progresivas.
Sin embargo, en los años siguientes, investigadores como Timothy Keith, Johannes Rojahn y Alan S. Kaufman encontraron resultados contradictorios en cuanto a las diferencias de coeficiente intelectual entre los sexos; Keith llegó a encontrar una ventaja latente de las mujeres adultas en los factores generales, y Kaufman no encontró ninguna diferencia en la inteligencia general. Keith dijo que la diferencia en los resultados de Lynn puede atribuirse a que no utilizaron factores latentes para medir su metaanálisis de las diferencias de sexo. El estudio de Rojahn descubrió que las discrepancias entre el desarrollo de los sexos eran menores que las predichas por Lynn y, de hecho, eran tan pequeñas que tienen poca o ninguna importancia práctica.

## Disgenesia

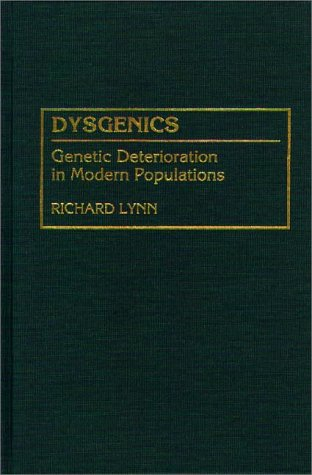
Portada de Dysgenics (1997).

En su libro Dysgenics, Lynn revisó la historia de la eugenesia, desde los primeros escritos de Bénédict Morel y Francis Galton hasta el auge de la eugenesia a principios del siglo XX y su posterior colapso. Identifica tres preocupaciones principales de los eugenistas como él: el deterioro de la salud, la inteligencia y la consciencia. Lynn afirma que la selección natural en las sociedades preindustriales favoreció rasgos como la inteligencia y el carácter, pero ya no lo hace en las sociedades modernas. Argumenta que, debido al avance de la medicina, la selección contra aquellos con genes pobres para la salud se relajó.
Lynn examinó los estudios de hermanos y concluyó que la tendencia de los niños con un alto número de hermanos a ser los menos inteligentes es evidencia de fertilidad disgénica. Dijo que ha habido un aumento genuino en la inteligencia fenotípica, pero que esto es causado por factores ambientales y está ocultando una disminución en la inteligencia genotípica.
Según Lynn, aquellos con un mayor rendimiento educativo tienen menos hijos, mientras que los niños con un coeficiente intelectual más bajo provienen de familias más grandes, que él vio como evidencia de que la inteligencia y la fertilidad están correlacionadas negativamente. Lynn estuvo de acuerdo con el comentario de Lewis Terman en 1922 de que "los hijos de padres exitosos y cultos obtienen mejores resultados que los niños de hogares miserables e ignorantes por la simple razón de que su herencia es mejor". Lynn afirmó que el estatus socioeconómico se correlaciona positivamente con los indicadores de conciencia, como la ética del trabajo y los valores morales, y negativamente con el crimen. A continuación se discute la base genética de las diferencias en la conciencia, y Lynn concluye que los estudios gemelos proporcionan evidencia de una alta heredabilidad para el rasgo. Los menos conscientes, como los delincuentes, tienen más hijos.
Una revisión de Dysgenics por William Donald Hamilton, profesor de investigación en biología evolutiva en la Universidad de Oxford, se publicó póstumamente en 2000. Hamilton escribió una extensa reseña afirmando que Lynn, "discutiendo el gran banco de evidencia que aún se acumula sobre la heredabilidad de aptitudes y diferenciales de fertilidad, muestra en este libro que casi todas las preocupaciones de los primeros eugenistas estaban bien fundadas, a pesar de la relativa escasez de su evidencia en el momento ".
Otra revisión de Dysgenics fue escrita en 2002 por Nicholas Mackintosh, profesor emérito de psicología experimental en la Universidad de Cambridge. Mackintosh escribió que "con un desprecio arrogante por la corrección política, argumenta que las ideas de los eugenistas eran correctas y que las ignoramos a nuestro propio riesgo". Si bien reconoció que el libro proporciona una fuente de información valiosa y precisa, criticó a Lynn por "no reconocer plenamente la relación negativa entre la clase social y la educación, por un lado, y la mortalidad infantil y la esperanza de vida, por el otro". Cuestionó la interpretación de datos de Lynn. También señala que, según la lectura de Lynn de la teoría de la selección natural, "si es cierto que aquellos con un coeficiente intelectual más bajo y menos educación están produciendo más hijos, entonces están más en forma que aquellos con un coeficiente intelectual más alto y más educación". Según Mackintosh, los argumentos eugenistas no se basan en un "imperativo biológico, sino en un conjunto particular de juicios de valor".
En Eugenics: A Reassessment (2001), Lynn afirmó que la selección de embriones como una forma de terapia reproductiva estándar aumentaría la inteligencia promedio de la población en 15 puntos de CI en una sola generación (p. 300). Argumenta que si las parejas producen cien embriones, el rango en el coeficiente intelectual potencial sería de alrededor de 15 puntos por encima y por debajo del coeficiente intelectual de los padres. Lynn argumenta que esta ganancia podría repetirse cada generación, finalmente estabilizando el coeficiente intelectual de la población en un máximo teórico de alrededor de 200 después de tan solo seis o siete generaciones.

## Recepción
El trabajo de revisión de Lynn sobre las diferencias raciales globales en la capacidad cognitiva ha sido citado por tergiversar la investigación de otros científicos y ha sido criticado por su metodología poco sistemática y su distorsión.
John P. Jackson Jr., de la Universidad de Colorado en Boulder, rebatió la afirmación de Lynn (en The Science of Human Diversity) de que el Pioneer Fund se dedicaba a financiar investigaciones científicas objetivas. Jackson escribió que "...aunque el Pioneer Fund no haya respaldado oficialmente ninguna propuesta política, ha financiado a un grupo que es notablemente uniforme en su oposición a la integración escolar, la inmigración y la discriminación positiva".
David King, coordinador del grupo de vigilancia de los consumidores Human Genetics Alert dijo "nos parecen repugnantes las afirmaciones de Richard Lynn de que algunos seres humanos son intrínsecamente superiores a otros". Asimismo, Gavin Evans escribió en The Guardian que Lynn era uno de los "terraplanistas" que han afirmado que "los africanos, o los negros americanos, o los pobres" son menos inteligentes que los occidentales. Escribió además, en relación con las afirmaciones de Lynn de que los africanos son menos inteligentes que los occidentales, que "lo notable en todo esto no es tanto que haya gente que le crea -después de todo, todavía hay quienes insisten en que la Tierra es plana- sino que cualquier institución digna de crédito se lo tome en serio".
Los datos que Lynn y Vanhanen utilizaron para la estimación del CI más bajo, la de Guinea Ecuatorial, se tomó de un grupo de niños de un hogar para discapacitados del desarrollo en España. Se aplicaron correcciones para ajustar las diferencias en las cohortes de CI (el efecto "Flynn") bajo el supuesto de que la misma corrección podría aplicarse a nivel internacional, sin tener en cuenta el nivel de desarrollo cultural o económico del país en cuestión. Aunque parece haber pocas pruebas del efecto de cohorte sobre el CI en los países en desarrollo, un estudio realizado en Kenia (Daley, Whaley, Sigman, Espinosa y Neumann, 2003) muestra un efecto de cohorte sustancialmente mayor que el registrado en los países desarrollados.
En una reseña crítica de The Bell Curve, el psicólogo Leon Kamin criticó a Lynn por "despreciar la objetividad científica", "tergiversar los datos" y por "racismo". Kamin argumenta que los estudios sobre la capacidad cognitiva de los africanos en el metaanálisis de Lynn citado por Richard Herrnstein y Charles Murray muestran un fuerte sesgo cultural. Kamin también reprochó a Lynn que inventara valores de CI a partir de las puntuaciones de los tests que no tienen correlación con el CI. Kamin también señala que Lynn excluyó un estudio que no encontró diferencias en el rendimiento de blancos y negros, e ignoró los resultados de un estudio que mostraba que las puntuaciones de los negros eran más altas que las de los blancos.
El periodista Charles Lane criticó la metodología de Lynn en su artículo de The New York Review of Books, "The Tainted Sources of The Bell Curve" (1994). El presidente del Pioneer Fund, Harry Weyher, Jr., publicó una respuesta en la que acusaba al crítico de cometer errores y tergiversaciones; Lane también respondió a esto con una refutación.
En 2002 surgió una disputa académica después de que Lynn afirmara que algunas razas son intrínsecamente más psicópatas que otras, y otros psicólogos criticaran sus datos e interpretaciones. El psicólogo Leon Kamin dijo que "las distorsiones y tergiversaciones de los datos de Lynn constituyen un racismo verdaderamente venenoso, combinado con el escandaloso desprecio por la objetividad científica".
En 2010, cuando cumplió 80 años, Lynn fue celebrado con un número especial del journal Personality and Individual Differences dedicado a su trabajo que fue editado por el psicólogo danés Helmuth Nyborg con contribuciones de Nyborg, J. Philippe Rushton, Satoshi Kanazawa y otros profesionales. En febrero de 2018, el sindicato de estudiantes de la Universidad del Ulster emitió una moción en la que pedía a la universidad que revocara el título de Lynn como profesor emérito. La moción argumentaba que el título de Lynn debía ser revocado por haber hecho declaraciones "de carácter racista y sexista". La universidad accedió a esta petición en abril de 2018.

## Acusaciones de racismo
Lynn figura en los archivos de extremistas del Southern Poverty Law Center (SPLC) como nacionalista blanco. El SPLC ha mantenido un registro de las polémicas declaraciones de Lynn, por ejemplo, en una entrevista de 2011 con el neonazi Alex Kurtagic, Lynn declaró: "Soy profundamente pesimista sobre el futuro de los pueblos europeos porque la inmigración masiva de pueblos del tercer mundo llevará a que estos se conviertan en mayorías en los Estados Unidos y en la Europa más occidental durante el presente siglo. Creo que esto significará la destrucción de la civilización europea en estos países". En 1995, Lynn fue citado por el grupo de vigilancia de los medios de comunicación Fairness & Accuracy In Reporting (FAIR) diciendo: "Lo que se pide aquí no es un genocidio, la eliminación de la población de culturas incompetentes. Pero hay que pensar de forma realista en la "eliminación" de esos pueblos... El progreso evolutivo implica la extinción de los menos competentes. Pensar lo contrario es un mero sentimentalismo".
FAIR también citó a Lynn por haber declarado en una entrevista con la revista política británica de derecha Right NOW!

Creo que la única solución pasa por la ruptura de Estados Unidos. Los negros y los hispanos se concentran en el suroeste, el sureste y el este, pero el noroeste y el extremo noreste, Maine, Vermont y el norte del estado de Nueva York tienen un gran predominio de blancos. Creo que estos estados predominantemente blancos deberían declarar su independencia y separarse de la Unión. A continuación, aplicarían estrictos controles fronterizos y proporcionarían un bienestar mínimo, que se limitaría a los ciudadanos. Si se hiciera esto, la civilización blanca sobreviviría dentro de este puñado de estados.

El SPLC declaró que "durante 50 años, Richard Lynn ha estado a la vanguardia del racismo científico", que "argumenta que las naciones con los coeficientes intelectuales más altos deben subyugar o eliminar a los grupos con coeficientes intelectuales más bajos dentro de sus fronteras para preservar su dominio", y resume así su carrera:

Desde la década de 1970, Richard Lynn ha trabajado incansablemente para situar la raza, los genes y el coeficiente intelectual en el centro de los debates sobre la desigualdad. A través de sus propios escritos y de los publicados por su Instituto de Investigación Social del Ulster, en Irlanda del Norte, Lynn sostiene que los miembros de las distintas razas y naciones poseen diferencias innatas de inteligencia y comportamiento, y que éstas son responsables de todo, desde la tasa de encarcelamiento de los negros estadounidenses hasta la pobreza de las naciones en desarrollo. Lynn es también un nacionalista étnico que cree que los países deben "permanecer racialmente homogéneos" para prosperar"

El centro también ha declarado que "Lynn utiliza su autoridad como [antiguo] profesor (emérito) de psicología en la Universidad de Ulster para argumentar la inferioridad genética de las personas no blancas".
Lynn es un orador frecuente en conferencias organizadas por la publicación nacionalista blanca American Renaissance.

## Libros
- Dysgenics: Genetic deterioration in modern populations. Praeger Publishers. 1997. ISBN 9780275949174.
- The Science of Human Diversity: A History of the Pioneer Fund. University Press of America. 2001. ISBN 076182040X.
- Eugenics: A reassessment. Praeger Publishers. 2001. ISBN 9780275958220.
- Lynn, Richard; Vanhanen, Tatu (2002). IQ and the Wealth of Nations. Westport, Connecticut: Praeger. ISBN 9780275975104.
- Lynn; Vanhanen (2006). IQ and Global Inequality. Washington Summit Publishers. ISBN 1-59368-025-2.
- Lynn, Richard; Vanhanen, Tatu (2012). Intelligence: A unifying construct for the social sciences. Ulster: Ulster Institute for Social Research. ISBN 9780956881175.
- Lynn, Richard (2015) [2006]. Race Differences in Intelligence: An Evolutionary Analysis. Washington Summit Publishers. ISBN 978-1593680190.
- Lynn, Richard; Becker, David (2019). The Intelligence of Nations. London: Ulster Institute for Social Research. ISBN 9780993000157.